# Nina Horáková
Nina Horáková (* 23. prosince 1988 Olomouc) je česká herečka a zpěvačka. Vystudovala obor činoherní herectví v Divadelní fakultě Akademie múzických umění v Praze. Hrála ve filmu Čertova nevěsta. Věnuje se také dabingu.

## Filmografie

### Film
- Čertova nevěsta (2011) – víla Leknína (předabována Jitkou Moučkovou)
- Jan Žižka (2022) – hlas Kateřiny, neteře krále francouzského

### Televize
- Bezdružice (2015) – seriál
- Specialisté (2017) – seriál
- Kafe & Cigárko (2017) – seriál
- 1. mise (2022) – seriál

### Dabing
- Star Wars: Klonové války (2008) – Asajj Ventress
- Liv a Maddie (2013) – Liv Rooney, Maddie Rooney
- Star Wars Povstalci (2014) – Sabine Wren
- Star Wars: Síly osudu (2017) – Sabine Wren
- Euforie (2019) – Jules Vaughn
- Muzikál ze střední: Seriál (2019) – Jenn
- Aladin (2019) – princezna Jasmína
- Eternals (2021) – Sirké
- Star Wars: Vize (2021) – Ara
- Star Wars: Vadná várka (2021) – Asajj Ventress
- Ahsoka (2023) – Sabine Wren
- Star Wars: Příběhy z podsvětí (2025) – Asajj Ventress